# Monopis sciagrapha
Monopis sciagrapha är en fjärilsart som beskrevs av Bradley 1965. Monopis sciagrapha ingår i släktet Monopis och familjen äkta malar. Inga underarter finns listade i Catalogue of Life.